# Galatasaray Spor Kulübü 2019-2020
Questa voce raccoglie le informazioni riguardanti il Galatasaray Spor Kulübü nelle competizioni ufficiali della stagione 2019-2020.

## Stagione
La stagione comincia con la vittoria contro l'Akhisar Belediyespor, che consegna ai giallo-rossi il primo trofeo dell'annata, la Supercoppa nazionale. In Champions League i turchi vengono ammessi direttamente alla fase a gironi, e sono sorteggiati nel gruppo A insieme a Real Madrid, Paris Saint-Germain e Club Bruges.

## Rosa
| N. |                           | Ruolo | Calciatore             |
| -- | ------------------------- | ----- | ---------------------- |
| 1  | Uruguay (bandiera)        | P     | Fernando Muslera       |
| 2  | Turchia (bandiera)        | D     | Şener Özbayraklı       |
| 3  | Turchia (bandiera)        | D     | Emre Taşdemir          |
| 5  | Turchia (bandiera)        | D     | Ahmet Çalık            |
| 6  | Costa d'Avorio (bandiera) | C     | Jean Seri              |
| 7  | Turchia (bandiera)        | A     | Adem Büyük             |
| 8  | Turchia (bandiera)        | C     | Selçuk İnan (capitano) |
| 9  | Colombia (bandiera)       | A     | Radamel Falcao         |
| 10 | Marocco (bandiera)        | C     | Younès Belhanda        |
| 11 | Paesi Bassi (bandiera)    | A     | Ryan Babel             |
| 14 | Norvegia (bandiera)       | D     | Martin Linnes          |
| 15 | Paesi Bassi (bandiera)    | C     | Ryan Donk              |
| 17 | Turchia (bandiera)        | C     | Yunus Akgün            |
| 19 | Turchia (bandiera)        | D     | Ömer Bayram            |
| 20 | Turchia (bandiera)        | C     | Emre Akbaba            |
| 21 | Svezia (bandiera)         | A     | Jimmy Durmaz           |

| N. |                         | Ruolo | Calciatore          |
| -- | ----------------------- | ----- | ------------------- |
| 22 | Brasile (bandiera)      | D     | Mariano             |
| 23 | Romania (bandiera)      | A     | Florin Andone       |
| 27 | RD del Congo (bandiera) | D     | Christian Luyindama |
| 28 | Nigeria (bandiera)      | A     | Jesse Sekidika      |
| 30 | Turchia (bandiera)      | C     | Atalay Babacan      |
| 34 | Turchia (bandiera)      | P     | Okan Kocuk          |
| 36 | Uruguay (bandiera)      | D     | Marcelo Saracchi    |
| 40 | Turchia (bandiera)      | D     | Emin Bayram         |
| 45 | Brasile (bandiera)      | C     | Marcão              |
| 48 | Turchia (bandiera)      | C     | Taylan Antalyalı    |
| 55 | Giappone (bandiera)     | D     | Yūto Nagatomo       |
| 89 | Algeria (bandiera)      | C     | Sofiane Feghouli    |
| 99 | Gabon (bandiera)        | C     | Mario Lemina        |
| 92 | Francia (bandiera)      | C     | Steven Nzonzi       |
| -- | Turchia (bandiera)      | A     | Emre Mor            |
| -- | Senegal (bandiera)      | A     | Mbaye Diagne        |

## Maglie e sponsor
Lo sponsor tecnico del Galatasaray per la stagione 2019-2020 è stato Nike.
| 1ª divisa | 2ª divisa | 3ª divisa |

## Calciomercato
A causa della penalizzazione subita dal Galatasaray a causa delle sue violazioni del Fair Play finanziario, la UEFA e il Galatasaray si sono accordati per una penalizzazione concordata valevole fino alla stagione 2021-2022. Il Galatasaray ha delle limitazioni per quanto riguarda gli acquisti di nuovi giocatori per poter partecipare alle competizioni organizzate dalla UEFA.

### Sessione estiva
| Acquisti | Acquisti             | Acquisti       | Acquisti                          |
| R.       | Nome                 | da             | Modalità                          |
| -------- | -------------------- | -------------- | --------------------------------- |
| D        | Christian Luyindama  | Standard Liegi | acquisto definitivo (5 milioni €) |
| D        | Valentine Ozornwafor | Enyimba        | acquisto definitivo (300.000 €)   |
| A        | Ryan Babel           | -              | acquisto definitivo (svincolato)  |
| A        | Adem Büyük           | -              | acquisto definitivo (svincolato)  |
| C        | Birhan Vatansever    | Sancaktepe     | fine prestito                     |
| C        | Doğan Can Davas      | Bandırmaspor   | fine prestito                     |
| P        | Batuhan Şen          | -              | aggregato dalle giovanili         |
| A        | Jimmy Durmaz         | -              | acquisto definitivo (svincolato)  |
| D        | Şener Özbayraklı     | -              | acquisto definitivo (svincolato)  |
| P        | Okan Kocuk           | -              | acquisto definitivo (svincolato)  |
| C        | Jean Seri            | Fulham         | prestito (31.5.2020)              |
| A        | Emre Mor             | Celta Vigo     | prestito (31.5.202)               |
| C        | Steven Nzonzi        | Roma           | prestito (31.5.2020)              |
| A        | Radamel Falcao       | -              | acquisto definitivo (svincolato)  |
| C        | Taylan Antalyali     | -              | acquisto definitivo (svincolato)  |
| C        | Mario Lemina         | Southampton    | prestito (31.8.2020)              |
| A        | Florin Androne       | Brighton       | prestito (31.8.2020)              |

| Cessioni | Cessioni             | Cessioni     | Cessioni                            |
| R.       | Nome                 | a            | Modalità                            |
| -------- | -------------------- | ------------ | ----------------------------------- |
| A        | Eren Derdiyok        | -            | svincolato                          |
| A        | Sinan Gümüş          | -            | svincolato                          |
| A        | Muğdat Çelik         | -            | svincolato                          |
| A        | Recep Gül            | Westerlo     | prestito (31.5.2020)                |
| C        | Badou Ndiaye         | Stoke City   | fine prestito                       |
| C        | Birhan Vatansever    | Bandırmaspor | svincolato                          |
| C        | Fernando             | Siviglia     | cessione definitiva (4,5 milioni €) |
| A        | Doğan Can Davas      | Bandırmaspor | prestito (31.5.2020)                |
| D        | Emirhan Civelek      | -            | svincolato                          |
| P        | İsmail Çipe          | Kayserispor  | prestito (31.5.2021)                |
| A        | Çekdar Orhan         | -            | svincolato                          |
| A        | Kostas Mitroglou     | PSV          | prestito (31.5.2021)                |
| D        | Valentine Ozornwafor | Almería      | prestito (31.5.2020)                |

### Sessione invernale
| Acquisti | Acquisti         | Acquisti  | Acquisti                         |
| R.       | Nome             | da        | Modalità                         |
| -------- | ---------------- | --------- | -------------------------------- |
| D        | Emin Bayram      |           | aggregato dalle giovanili        |
| A        | Henry Onyekuru   | Monaco    | prestito (30.6.2020)             |
| D        | Marcelo Saracchi | RB Lipsia | prestito (30.6.2021)             |
| A        | Jesse Sekidika   | -         | acquisto definitivo (svincolato) |

| Cessioni | Cessioni      | Cessioni          | Cessioni             |
| R.       | Nome          | a                 | Modalità             |
| -------- | ------------- | ----------------- | -------------------- |
| A        | Ryan Babel    | Ajax              | prestito (30.6.2020) |
| A        | Emre Mor      | Olympiacos        | prestito (30.6.2020) |
| D        | Emre Taşdemir | Kayserispor       | prestito (3.8.2020)  |
| P        | Batuhan Şen   | Hekimoglu Trabzon | prestito (30.6.2021) |

## Süper Lig

### Classifica
| Pos. | Squadra     | Pt | G  | V  | N  | P  | GF | GS | DR  |
| ---- | ----------- | -- | -- | -- | -- | -- | -- | -- | --- |
| 4.   | Sivasspor   | 60 | 34 | 17 | 9  | 8  | 55 | 38 | +17 |
| 5.   | Alanyaspor  | 57 | 34 | 16 | 9  | 9  | 61 | 37 | +24 |
| 6.   | Galatasaray | 56 | 34 | 15 | 11 | 8  | 55 | 37 | +18 |
| 7.   | Fenerbahçe  | 53 | 34 | 15 | 8  | 11 | 58 | 46 | +12 |
| 8.   | Gaziantep   | 46 | 34 | 11 | 13 | 10 | 49 | 50 | -1  |

#### Risultati

##### Andata
| Arbitro: | Abdulkadir Bitigen |

|                           |           |  |
| 75’ Niyaz 90+4’ Rodallega | Marcatori |  |

| Arbitro: | Mete Kalkavan |

|           |           |               |
| 60’ Babel | Marcatori | Jönsson 90+6’ |

| Arbitro: | Mustafa Ögretmenoglu |

|                                |           |                                           |
| 37’ Pedro Henrique 90+1’ Bulut | Marcatori | Belhanda 66’ (rig.) Babel 87’ Büyük 90+9’ |

| Arbitro: | Ali Palabiyik |

|            |           |  |
| 38’ Falcao | Marcatori |  |

| Arbitro: | Arda Kardesler |

|               |           |          |
| 88’ Guilherme | Marcatori | Seri 24’ |

| Istanbul 28 settembre 2019, ore 20:00 UTC+3 6ª giornata | Galatasaray  | 0 – 0 referto | Fenerbahçe | Türk Telekom Arena (51.663 spett.)\| Arbitro: \| Cüneyt Cakir \| |
| Arbitro:                                                | Cüneyt Cakir |               |            |                                                                  |

| Ankara 5 ottobre 2019, ore 20:00 UTC+3 7ª giornata | Gençlerbirliği   | 0 – 0 referto | Galatasaray | Stadio Eryaman (10.275 spett.)\| Arbitro: \| Halil Umut Meler \| |
| Arbitro:                                           | Halil Umut Meler |               |             |                                                                  |

| Arbitro: | Ali Palabiyik |

|                                        |           |                                  |
| 22’ Andone 42’ (rig.) Andone 74’ Babel | Marcatori | Koné 72’ Babel 87’ Yeşilyurt 84’ |

| Arbitro: | Mete Kalkavan |

|           |           |  |
| 69’ Nayir | Marcatori |  |

| Arbitro: | Abdulkadir Bitigen |

|                                   |           |  |
| 15’ (aut.) Talbi 18’ (rig.) Babel | Marcatori |  |

| Arbitro: | Cüneyt Cakir |

|  |           |                         |
|  | Marcatori | Bayram 21’ Feghouli 43’ |

| Arbitro: | Yasar Kemal Ugurlu |

|  |           |                 |
|  | Marcatori | Gulbrandsen 78’ |

| Arbitro: | Ali Palabiyik |

|             |           |              |
| 50’ Sørloth | Marcatori | Nagatomo 90’ |

| Arbitro: | Halil Umut Meler |

|                     |           |  |
| 20’ (rig.) Belhanda | Marcatori |  |

| Arbitro: | Ali Sansalan |

|                                  |           |                                 |
| 53’ Feghouli 83’ (rig.) Belhanda | Marcatori | Parlak 88’ (rig.) Kitsiou 90+1’ |

| Arbitro: | Serkan Tokat |

|                       |           |                    |
| 9’ Jerome 61’ Akbunar | Marcatori | Gassama 27’ (aut.) |

| Arbitro: | Abdulkadir Bitigen |

|                                                                          |           |  |
| 10’ (rig.) Falcao 28’ Falcao 37’ (aut.) Čelůstka 82’ Babel 89’ Antalyalı | Marcatori |  |

##### Ritorno
| Arbitro: | Yasar Kemal Ugurlu |

|                       |           |           |
| 26’ Akbaba 57’ Falcao | Marcatori | Özkal 64’ |

| Arbitro: | Serkan Tokat |

|  |           |                                 |
|  | Marcatori | Falcao 26’ Akbaba 39’ Büyük 79’ |

| Arbitro: | Zorbay Kücük |

|                                               |           |               |
| 5’ Büyük 21’ Donk 64’ Feghouli 90+4’ Feghouli | Marcatori | Mešanović 69’ |

| Arbitro: | Mete Kalkavan |

|  |           |                                             |
|  | Marcatori | Meriah 7’ (aut.) Büyük 22’ (rig.) Büyük 41’ |

| Arbitro: | Alper Ulusoy |

|                  |           |  |
| 45’ (rig.) Büyük | Marcatori |  |

| Arbitro: | Halil Umut Meler |

|                  |           |                                           |
| 21’ (rig.) Kruse | Marcatori | Donk 40’ Falcao 80’ (rig.) Onyekuru 90+7’ |

| Arbitro: | Arda Kardesler |

|                               |           |  |
| 3’ Donk Falcao 33’ Falcao 69’ | Marcatori |  |

| Arbitro: | Halil Umut Meler |

|                      |           |                         |
| 7’ Arslan 59’ Kılınç | Marcatori | Falcao 14’ Feghouli 37’ |

| Istanbul 15 marzo 2020, ore 18:00 UTC+3 26ª giornata | Galatasaray        | 0 – 0 referto | Beşiktaş | Türk Telekom Arena (- spett.)\| Arbitro: \| Abdulkadir Bitigen \| |
| Arbitro:                                             | Abdulkadir Bitigen |               |          |                                                                   |

| Arbitro: | Yasar Kemal Ugurlu |

|                     |           |  |
| 42’ Škoda 53’ Torun | Marcatori |  |

| Arbitro: | Alper Ulusoy |

|                                      |           |                                                |
| 36’ Falcao 40’ Belhanda 66’ Feghouli | Marcatori | Djilobodji 17’ Twumasi 78’ Maxim 90+15’ (rig.) |

| Arbitro: | Ali Palabiyik |

|             |           |            |
| 51’ Aleksić | Marcatori | Akbaba 67’ |

| Arbitro: | Cüneyt Cakir |

|                   |           |                                         |
| 90+3’ (rig.) Seri | Marcatori | Sosa 41’ (rig.) Novák 70’ Sørloth 90+5’ |

| Arbitro: | Mete Kalkavan |

|                                                    |           |             |
| 43’ Cissé 45+3’ Cissé 89’ Bakasetas 90+5’ Pektemek | Marcatori | Büyük 45+4’ |

| Arbitro: | Atilla Karaoglan |

|                     |           |  |
| 62’ (rig.) Scarione | Marcatori |  |

| Arbitro: | Koray Gencerler |

|                                     |           |               |
| 60’ Saracchi 81’ Akbaba 90+7’ Akgün | Marcatori | Napoleoni 77’ |

| Arbitro: | Suat Arslanboga |

|                         |           |                                  |
| 19’ Fredy 90+2’ Leschuk | Marcatori | Saracchi 58’ Belhanda 65’ (rig.) |

## Türkiye Kupasi
Avendo concluso il campionato turco tra le prime cinque posizioni, il Galatasaray accede alla Coppa di Turchia dal 5º turno.

### Quinto turno
| Arbitro: | Volkan Bayarslan |

|  |           |                    |
|  | Marcatori | Bas 53’ Sönmez 90’ |

| Arbitro: | Koray Gencerler |

|  |           |                                                       |
|  | Marcatori | Nagatomo 10’ Falcao 16’ Feghouli 45+1’ Belhanda 90+2’ |

### Ottavi di finale
| Arbitro: | Halis Özkahya |

|              |           |            |
| 38’ Fernando | Marcatori | Akbaba 39’ |

| Arbitro: | Atilla Karaoglan |

|                      |           |                     |
| 60’ Büyük 82’ Lemina | Marcatori | Çağlayan 77’ (rig.) |

### Quarti di finale
| Arbitro: | Ali Sansalan |

|                             |           |  |
| 20’ Bakasetas 55’ Fernándes | Marcatori |  |

| Arbitro: | Yasar Kemal Ugurlu |

|                                      |           |            |
| 9’ Akbaba 55’ (rig.) Büyük 85’ Büyük | Marcatori | Bammou 31’ |

## Türkiye Süper Kupası
| Arbitro: | Halil Umut Meler |

|  |           |              |
|  | Marcatori | 39’ Belhanda |

## UEFA Champions League

### Classifica girone A
| Pos. | Squadra             | Pt | G | V | N | P | GF | GS | DR  |
| ---- | ------------------- | -- | - | - | - | - | -- | -- | --- |
| 1.   | Paris Saint-Germain | 16 | 6 | 5 | 1 | 0 | 17 | 2  | +15 |
| 2.   | Real Madrid         | 11 | 6 | 3 | 2 | 1 | 14 | 8  | +6  |
| 3.   | Club Bruges         | 3  | 6 | 0 | 2 | 4 | 4  | 12 | -8  |
| 4.   | Galatasaray         | 2  | 6 | 0 | 2 | 4 | 1  | 14 | -13 |

### Risultati
| Bruges 18 settembre 2019, ore 18:55 UTC+3 1ª giornata | Club Bruges   | 0 – 0 referto | Galatasaray | Stadio Jan Breydel\| Arbitro: \| Slavko Vincic \| |
| Arbitro:                                              | Slavko Vincic |               |             |                                                   |

| Arbitro: | Szymon Marciniak |

|  |           |            |
|  | Marcatori | Icardi 52’ |

| Arbitro: | Daniele Orsato |

|  |           |           |
|  | Marcatori | Kroos 18’ |

| Arbitro: | Felix Zwayer |

|                                                                              |           |  |
| 4’ Rodrygo 7’ Rodrygo 14’ (rig.) Ramos 45’ Benzema 81’ Benzema 90+2’ Rodrygo | Marcatori |  |

| Arbitro: | Ivan Kruzliak |

|           |           |              |
| 11’ Büyük | Marcatori | Diatta 90+2’ |

| Arbitro: | Istvan Kovacs |

|                                                         |           |  |
| 32’ Icardi 35’ Sarabia 47’ Neymar 63’ Mbappé 84’ Cavani | Marcatori |  |

## Statistiche

### Statistiche di squadra
| Competizione          | In casa | In casa | In casa | In casa | In casa | In casa | In trasferta | In trasferta | In trasferta | In trasferta | In trasferta | In trasferta | Totale | Totale | Totale | Totale | Totale | Totale | DR  |
| Competizione          | G       | V       | N       | P       | Gf      | Gs      | G            | V            | N            | P            | Gf           | Gs           | G      | V      | N      | P      | Gf     | Gs     | DR  |
| --------------------- | ------- | ------- | ------- | ------- | ------- | ------- | ------------ | ------------ | ------------ | ------------ | ------------ | ------------ | ------ | ------ | ------ | ------ | ------ | ------ | --- |
| Campionato            | 17      | 10      | 5       | 2       | 32      | 15      | 17           | 5            | 6            | 6            | 23           | 22           | 34     | 15     | 11     | 8      | 55     | 37     | +18 |
| Champions League      | 3       | 0       | 1       | 2       | 1       | 3       | 3            | 0            | 1            | 2            | 0            | 11           | 6      | 0      | 2      | 4      | 1      | 14     | -13 |
| Coppa di Turchia      | 3       | 2       | 0       | 1       | 5       | 5       | 3            | 1            | 1            | 1            | 5            | 3            | 6      | 3      | 1      | 2      | 10     | 8      | +2  |
| Supercoppa di Turchia | 0       | 0       | 0       | 0       | 0       | 0       | 1            | 1            | 0            | 0            | 1            | 0            | 1      | 1      | 0      | 0      | 1      | 0      | +1  |
| Totale                | 23      | 12      | 6       | 5       | 38      | 23      | 24           | 7            | 8            | 9            | 29           | 36           | 47     | 19     | 14     | 14     | 67     | 59     | +8  |

### Statistiche individuali
| Giocatore     | Campionato | Campionato | Campionato  | Campionato | Champions League | Champions League | Champions League | Champions League | Coppa di Turchia | Coppa di Turchia | Coppa di Turchia | Coppa di Turchia | Supercoppa di Turchia | Supercoppa di Turchia | Supercoppa di Turchia | Supercoppa di Turchia | Totale   | Totale | Totale      | Totale     |
| Giocatore     | Presenze   | Reti       | Ammonizioni | Espulsioni | Presenze         | Reti             | Ammonizioni      | Espulsioni       | Presenze         | Reti             | Ammonizioni      | Espulsioni       | Presenze              | Reti                  | Ammonizioni           | Espulsioni            | Presenze | Reti   | Ammonizioni | Espulsioni |
| ------------- | ---------- | ---------- | ----------- | ---------- | ---------------- | ---------------- | ---------------- | ---------------- | ---------------- | ---------------- | ---------------- | ---------------- | --------------------- | --------------------- | --------------------- | --------------------- | -------- | ------ | ----------- | ---------- |
| Y. Akgün      | 5          | 1          | 1           | 0          | 0                | 0                | 0                | 0                | 2                | 0                | 0                | 0                | 0                     | 0                     | 0                     | 0                     | 7        | 1      | 1           | 0          |
| E. Akbaba     | 17         | 4          | 0           | 0          | 0                | 0                | 0                | 0                | 2                | 2                | 0                | 0                | 0                     | 0                     | 0                     | 0                     | 19       | 6      | 0           | 0          |
| F. Andone     | 9          | 2          | 1           | 0          | 3                | 0                | 0                | 0                | 0                | 0                | 0                | 0                | 0                     | 0                     | 0                     | 0                     | 12       | 2      | 1           | 0          |
| T. Antalyalı  | 15         | 1          | 0           | 0          | 0                | 0                | 0                | 0                | 5                | 0                | 2                | 0                | 0                     | 0                     | 0                     | 0                     | 20       | 1      | 2           | 0          |
| A. Babacan    | 0          | 0          | 0           | 0          | 0                | 0                | 0                | 0                | 1                | 0                | 0                | 0                | 0                     | 0                     | 0                     | 0                     | 1        | 0      | 0           | 0          |
| E. Bayram     | 4          | 0          | 0           | 0          | 0                | 0                | 0                | 0                | 1                | 0                | 0                | 0                | 0                     | 0                     | 0                     | 0                     | 5        | 0      | 0           | 0          |
| Ö. Bayram     | 29         | 1          | 7           | 0          | 5                | 0                | 0                | 0                | 5                | 0                | 2                | 0                | 0                     | 0                     | 0                     | 0                     | 39       | 1      | 9           | 0          |
| Y. Belhanda   | 23         | 5          | 9           | 1          | 4                | 0                | 1                | 0                | 5                | 1                | 0                | 0                | 1                     | 1                     | 1                     | 0                     | 33       | 7      | 11          | 1          |
| A. Büyük      | 26         | 7          | 5           | 1          | 2                | 1                | 0                | 0                | 5                | 3                | 3                | 0                | 1                     | 0                     | 0                     | 0                     | 34       | 11     | 8           | 1          |
| A. Çalık      | 11         | 0          | 0           | 1          | 0                | 0                | 0                | 0                | 4                | 0                | 0                | 0                | 0                     | 0                     | 0                     | 0                     | 15       | 0      | 0           | 1          |
| R. Donk       | 26         | 3          | 6           | 0          | 6                | 0                | 1                | 0                | 5                | 0                | 1                | 0                | 1                     | 0                     | 0                     | 0                     | 38       | 3      | 8           | 0          |
| J. Durmaz     | 11         | 0          | 2           | 0          | 0                | 0                | 0                | 0                | 3                | 0                | 1                | 0                | 1                     | 0                     | 0                     | 0                     | 15       | 0      | 3           | 0          |
| R. Falcao     | 16         | 10         | 1           | 0          | 3                | 0                | 1                | 0                | 3                | 1                | 0                | 0                | 0                     | 0                     | 0                     | 0                     | 22       | 11     | 2           | 0          |
| S. Feghouli   | 27         | 6          | 3           | 1          | 5                | 0                | 0                | 0                | 3                | 1                | 1                | 0                | 1                     | 0                     | 0                     | 0                     | 36       | 7      | 4           | 1          |
| S. İnan       | 8          | 0          | 0           | 0          | 2                | 0                | 1                | 0                | 2                | 0                | 1                | 0                | 1                     | 0                     | 0                     | 0                     | 13       | 0      | 2           | 0          |
| O. Kocuk      | 9          | -18        | 1           | 0          | 0                | 0                | 0                | 0                | 0                | 0                | 0                | 0                | 1                     | 0                     | 0                     | 0                     | 10       | -18    | 1           | 0          |
| M. Lemina     | 20         | 0          | 4           | 0          | 4                | 0                | 3                | 0                | 4                | 1                | 1                | 0                | 0                     | 0                     | 0                     | 0                     | 28       | 1      | 8           | 0          |
| M. Linnes     | 12         | 0          | 1           | 0          | 0                | 0                | 0                | 0                | 4                | 0                | 0                | 0                | 0                     | 0                     | 0                     | 0                     | 16       | 0      | 1           | 0          |
| C. Luyindama  | 10         | 0          | 1           | 0          | 4                | 0                | 0                | 0                | 0                | 0                | 0                | 0                | 1                     | 0                     | 0                     | 0                     | 15       | 0      | 1           | 0          |
| Mariano       | 28         | 0          | 9           | 0          | 0                | 0                | 0                | 0                | 0                | 0                | 0                | 0                | 0                     | 0                     | 0                     | 0                     | 28       | 0      | 9           | 0          |
| F. Muslera    | 26         | -19        | 2           | 0          | 6                | -14              | 2                | 0                | 2                | -1               | 0                | 0                | 1                     | 0                     | 0                     | 0                     | 35       | -34    | 4           | 0          |
| Y. Nagatomo   | 15         | 1          | 0           | 0          | 6                | 0                | 1                | 0                | 2                | 1                | 0                | 0                | 1                     | 0                     | 0                     | 0                     | 24       | 2      | 1           | 0          |
| Ş. Özbayraklı | 8          | 0          | 1           | 0          | 2                | 0                | 0                | 0                | 3                | 0                | 1                | 0                | 0                     | 0                     | 0                     | 0                     | 13       | 0      | 2           | 0          |
| M. Saracchi   | 14         | 2          | 5           | 0          | 2                | 0                | 1                | 0                | 1                | 0                | 1                | 0                | 0                     | 0                     | 0                     | 0                     | 17       | 2      | 7           | 0          |
| J. Sekidika   | 6          | 0          | 0           | 0          | 0                | 0                | 0                | 0                | 3                | 0                | 0                | 0                | 0                     | 0                     | 0                     | 0                     | 9        | 0      | 0           | 0          |
| J. Seri       | 27         | 2          | 3           | 1          | 6                | 0                | 1                | 0                | 3                | 0                | 0                | 0                | 1                     | 0                     | 0                     | 0                     | 37       | 2      | 4           | 1          |
| E. Taşdemir   | 6          | 0          | 0           | 0          | 0                | 0                | 0                | 0                | 1                | 0                | 1                | 0                | 0                     | 0                     | 0                     | 0                     | 7        | 0      | 1           | 0          |
| R. Babel      | 15         | 5          | 5           | 0          | 4                | 0                | 1                | 0                | 0                | 0                | 0                | 0                | 1                     | 0                     | 0                     | 0                     | 20       | 5      | 6           | 0          |
| M. Diagne     | 3          | 0          | 0           | 0          | 0                | 0                | 0                | 0                | 0                | 0                | 0                | 0                | 0                     | 0                     | 0                     | 0                     | 3        | 0      | 0           | 0          |
| E. Mor        | 10         | 0          | 2           | 1          | 4                | 0                | 1                | 0                | 2                | 0                | 0                | 0                | 1                     | 0                     | 0                     | 0                     | 17       | 0      | 3           | 1          |
| S. Nzonzi     | 10         | 0          | 1           | 0          | 5                | 0                | 4                | 0                | 0                | 0                | 0                | 0                | 0                     | 0                     | 0                     | 0                     | 15       | 0      | 5           | 0          |